# NGC 2829
NGC 2829 est une galaxie elliptique (lenticulaire ?) située dans la constellation du Lynx. NGC 2829 a été découvert par le physicien irlandais George Stoney en 1850.

## Caractéristiques
Sa vitesse par rapport au fond diffus cosmologique est de 7 363 ± 18 km/s, ce qui correspond à une distance de Hubble de 108,6 ± 7,6 Mpc (∼354 millions d'al).

### Paire de galaxies
La distance de Hubble de la galaxie ECO 13378 (NGC 2829 NED02) est de 108,5 ± 7,6 Mpc (∼354 millions d'al), pratiquement la même que celle de NGC 2829. Ces deux galaxies forment donc une paire physique et d'après l'image obtenue du relevé SDSS, elles sont en interaction.

### Identification de NGC 2829
La version mise à jour de la base de données renvoie la mention « paire de galaxies » à la requête NGC 2829 et aucune donnée quant à son décalage et à sa distance. Pour obtenir les informations sur les galaxies de la paire, il faut utiliser les requêtes NGC 2829 NED 01 et NGC 2829 NED 02. D'autres désignations que l'on retrouve sur la base de données NASA/IPAC sont PGC 26356 et ECO 5264 pour NGC 2829 NED 01 ainsi que ECO 10378 pour NGC 2829 NED02. Ces désignations ECO permettent de faire le lien avec les autres sources consultées.
La base de données Simbad identifie la galaxie PGC 26356 à NGC 2829 et la petite galaxie à l'est de cette dernière à ECO 10378.  
La base de données HyperLeda présente deux pages qui se contredisent : la requête PGC 26356 conduit à une page où l'image montre la galaxie NGC 2829 NED01 et la requête NGC 2829 affiche une page où elle est désignée comme PGC 2036350 à des coordonnées différentes de l'autre page. Wolfgang Steinicke identifie également NGC 2829 à PGC 2036350.
Toutes ces versions coexistent parce que Stoney n'a pas indiqué les coordonnées et qu'il n'a fait qu'un dessin des objets de ses observations. Aussi, il existe une dernière version. Le professeur Seligman soutient que l'objet le plus probable pour NGC 2829 est l'étoile située à l'est de la paire de galaxies. 
La galaxie décrite dans cet article est NGC 2829 NED01. 